# José Antonio Elizalde Bertrand
José Antonio Elizalde Bertrand   (Barcelona, c. 1931 - Barcelona, 16 de juliol de 2015) fou pilot de motociclisme de velocitat i motocròs català. Com a pilot oficial de Montesa durant la dècada de 1950, destacà en competicions de velocitat, resistència i pujades de muntanya, assolint èxits com ara el títol de Campió d'Espanya de velocitat en 125cc (1952) o la victòria a la Pujada a la Rabassada el 1954, ambdós amb una Montesa. Fou també un dels pioners del motocròs a la península Ibèrica, i com a oficial d'OSSA aconseguí el primer Campionat d'Espanya d'aquesta modalitat en la categoria dels 250cc, celebrat el 1959.